# Суперкубок России по мини-футболу 2025
Матч за Суперкубок России по футзалу 2025 года прошёл 17 августа 2025 года в Туле в спортивном комплексе «Ту́лица». За звание обладателя Суперкубка боролись действующий чемпион России команда «Ухта» из города Ухта (Республика Коми) и обладатель Кубка России КПРФ из подмосковного Климовска. В дополнительное время победу одержал клуб «Ухта».

## Формат
В отличие от предыдущего розыгрыша Суперкубка, который проводился в формате финала четырёх, было принято решение вернуться к розыгрышу трофея в рамках единственного матча между двумя командами.

## Путь команд
- «Ухта» впервые стала чемпионом России в сезоне 2024/25, что позволило ей гарантировать участие во втором подряд розыгрыше Суперкубка России. С учётом того, что в финале чемпионата был обыгран клуб «Газпром-Югра», а за Суперкубок 2025 года сразятся чемпион и обладатель Кубка страны, это лишило югорский клуб права защитить трофей в 2025 году.
- КПРФ также впервые выиграл Кубок России, став вторым участником матча за Суперкубок.

## Место проведения
Российским футбольным союзом в качестве арены розыгрыша Суперкубка России был выбран МСК «Тулица» в городе Тула вместимостью 1500 мест. Выбор места проведения матча обусловлен проверкой домашней арены клуба ТЗМС, выступающего в Высшей лиге, но намеренного выступать в Суперлиге, начиная с сезона 2026/27.

## Подробности матча
| 17 августа 2025 | Ухта                                                                        | 5:4 (д.в.) | КПРФ                                                      | Тула |
| 14:00 MSK | Педала 2′ · Суворов 26′ · Перевалов 30′ · Симаков 44′ (авт.) · Хусаинов 47′ | (отчёт)    | Москалёв 2′ (авт.) · Ниязов 10′ · Асадов 35′ · Шведко 50′ | Стадион: СРЦ «Тулица» Зрителей: 1020 Судья: Мостовой Сергей Сергеевич (Первый судья) Помощники судьи: Чумейко Виталий Игоревич (Второй судья), Чернов Дмитрий Александрович (Третий судья) |
| Ухта: 30 Щурок (в), 83 Касимчук (в), 7 Денисов, 8 Суворов, 9 Перевалов, 10 Мусин-Пушкин, 20 Лазаревич, 25 Хусаинов, 47 Москалёв, 55 Лихачёв, 77 Педала, 84 М. Емельянов, 90 Мусатов, 96 Павлов (к) Главный тренер: Вадим Яшин КПРФ: 25 Путилов (в), 27 Гайнатуллин (в), 4 Ильин, 8 Симаков, 9 Асадов, 10 Ниязов, 11 Шимбинья, 12 Ришард, 17 Безруков, 31 Бурков (к), 51 Жуау Гилерме, 77 Заболонков, 88 Шведко, 99 Крыкун Главный тренер: Бесо Зоидзе |                                                                             |            |                                                           | |

- Лучший игрок матча: Кирилл Щурок (Ухта)